# Pteropus alecto
Pteropus alecto is een vleermuis uit het geslacht Pteropus die voorkomt in de oostelijke delen van Indonesië, in het uiterste zuiden van Nieuw-Guinea en in het noorden van Australië.
In Indonesië is de soort gevonden op Sulawesi, de Kangean-eilanden, Bawean, Saleyer, Lombok, Savu en Sumba. Op Nieuw-Guinea is de soort gevonden op twee plaatsen in het zuiden van Western Province (Papoea-Nieuw-Guinea) en op het eiland Yule voor de kust van Central Province. In Australië komt de soort voor langs de noordkust van Exmouth Gulf (West-Australië) tot Bowraville (New South Wales), inclusief vele eilanden, waaronder die in Straat Torres. Als Pteropus nicobaricus Heude, 1896 werkelijk een synoniem is, strekt het verspreidingsgebied zich mogelijk uit tot de Nicobaren. Binnen dit verspreidingsgebied worden vier ondersoorten erkend: alecto Temminck, 1837 op Celebes, Saleyer en Lombok; aterrimus Matschie, 1899 op de Kangeaneilanden; gouldi Peters, 1867 in Australië en Nieuw-Guinea; en morio Andersen, 1908 in de Kleine Soenda-eilanden. Het is mogelijk dat de dieren uit Zuidwest-Celebes (P. alecto alecto) een andere ondersoort zijn dan die uit Noord-Celebes, die iets kleiner zijn en een iets andere schedel hebben. Een vermeende nieuwe Pteropus uit Moa Island in Straat Torres, Pteropus banakrisi Richards & Hall, 2002, bleek later gebaseerd te zijn op jonge exemplaren van P. alecto gouldi.
Overdag slaapt dit dier in grote groepen, in Australië soms van honderdduizenden dieren. Deze kapmen worden bewaakt door oude mannetjes, die alarm slaan als ze een indringer zien. 's Nachts eet hij nectar, fruit en wat bladeren. In één nacht kan het dier tot 50 km vliegen. Vrouwtjes krijgen een enkel jong, dat in het noorden van Australië tussen januari en maart, maar in Zuidoost-Queensland in oktober of november wordt geboren. Op Celebes is er in januari een drachtig vrouwtje gevangen. Als de jongen een maand oud zijn neemt de moeder ze niet meer mee op haar vluchten, en na twee maanden kunnen ze vliegen.
P. alecto is een grote, donkere vleerhond. In de nek zit meestal een roodbruine of geelbruine vlek. De onderkant van het lichaam is grijsachtig. Er is geen staart.
In onderstaande tabel zijn maten van verschillende populaties van P. alecto opgenomen:
| Kenmerk             | Australië | Yule      | Celebes     |
| ------------------- | --------- | --------- | ----------- |
| Kop-romplengte (mm) | 190-230   | 219-278   | -           |
| Voorarmlengte (mm)  | 140-155   | 156-185   | 162,6-172,4 |
| Oorlengte (mm)      | 29-37     | 23,1-23,7 | -           |
| Gewicht (g)         | 380-500   | -         | 700         |